# Каэр Сиди
Каэр Сиди (ср.-валл. Kaer Sidi) — вымышленная крепость, упоминаемая в средневековой валлийской поэзии, а именно в «Книге Талиесина», рукописи XIV века на средневаллийском языке. Каэр Сиди находится в Аннуне, потустороннем мире валлийской мифологии; либо Каэр Сиди и Аннун являются синонимами.

## Этимология
Как первым заметил Джон Рис, слово sidi в этом названии было, вероятно, заимствовано из среднеирландского sídi ← др.-ирл. síde, которое является родительным падежом существительного síd, означающего собственно «сид», то есть холм жителей потустороннего мира, а во множественном числе также самих этих жителей — сидов, или ши; в англоязычной традиции — фэйри. Это также общее обозначение потустороннего мира в ирландской традиции. Маловероятно, что валлийское sidi является просто когнатом, не только из-за проблемы объяснения валлийского окончания -i, но и потому, что пракельтская реконструкция *sītos лишила бы síd его индоевропейской этимологии, возводимой к корню *sed-.
Таким образом, Kaer Sidi означает «Крепость сидов», «Крепость фэйри», либо «Крепость потустороннего мира».
Эта этимология является общепринятой в научной среде.
В более ранней работе Дж. Рис связывал sidi с sidyll («прялка») и объяснял kaer sidi как «вращающийся замок». В этом прочтении он находился под влиянием изобретённого антикваром Уильямом Оуэном Пью несуществующего валлийского корня **sid («ветер, круг, кружение»), который Пью, очевидно, вывел из стихотворения в «Истории Талиесина», которое он цитирует в своём «Словаре валлийского языка».

## Описание
Каэр Сиди упоминается в двух стихотворениях из «Книги Талиесина» — «Добычи Аннувна» и ещё одном безымянном.
В «Добычах Аннувна» описывается морской набег Артура и его воинов на потусторонние крепости или, возможно, одну крепость, называемую различными именами. Целью набега является освобождение пленника и захват волшебного котла Главы Аннувна.
Местом заключения узника Гвайра (Гвейра) названа крепость Каэр Сиди. О тюрьме Гвайра говорится как о kyweir, что можно перевести как «готовый», «подготовленный», «совершенный», но здесь это слово должно означать «богато украшенный» и относиться к постоянно подчёркиваемой красоте и богатству Аннуна. Гвейр, сын Гвейриодда в Триаде из «Красной книги Хергеста» назван одним из Трёх благородных узников острова Британия наряду с Ллиром Кратких речей и Мабоном ап Модрон. Не исключено, что тюрьма Гвайра находилась на острове Ланди, поскольку валлийское название этого острова Ynys Wair, по-видимому, означает «остров Гвайра».
В другом стихотворении этой рукописи герой, отождествляемый с Талиесином, в строке с тем же рифмовым рисунком, что и в «Добычах Аннувна», заявляет: Ys kyweir vyg kadeir yg Kaer Sidi —
«Хорошо подготовлено [или оборудовано] моё кресло в Каэр Сиди» и утверждает, что болезни и старость не мучают того, кто в нём сидит. Это, возможно, означает хорошую композицию его стихов и то, что его бардовское вдохновение (awen) приходит из Аннувна.
Поэт сидит в крепости, вершины (или углы) которой окружены морем, над ним плодоносный фонтан, напиток в котором слаще белого вина, подобно игристому напитку в «Добычах Аннувна». Говорящий заявляет, что «Манауидан и Придери знают это», показывая, что Каэр Сиди похож на Гвалас из Второй ветви Мабиноги, где семеро выживших после похода Брана в Ирландию отдыхают восемьдесят лет в приятном забытьи.